# Église Saint-Pierre-et-Saint-Paul des Mureaux
Pour les articles homonymes, voir Église Saint-Pierre-et-Saint-Paul.
L'église Saint-Pierre-Saint-Paul est une église catholique située aux Mureaux, en France.

## Localisation
Elle est située sur l’actuelle place de la Libération, cœur historique de la ville.

## Historique
Il s'agit de la troisième église de la ville, qui succède à l’ancienne église construite au même emplacement sous Henri IV, à la fin du XVIe siècle.
L'abbé Hildebert Duval, curé de la commune, décida en 1890 décide d'édifier une nouvelle église plus vaste que la précédente. Sa construction s'étagea sur plusieurs années, pour se finir en 1896 par le clocher.
Elle est acquise par la ville en 1895.

## Mobilier
Un nouveau tabernacle a été béni le dimanche 13 décembre 2020 par Monseigneur Éric Aumônier, évêque de Versailles.